# Japanische Reisgerichte

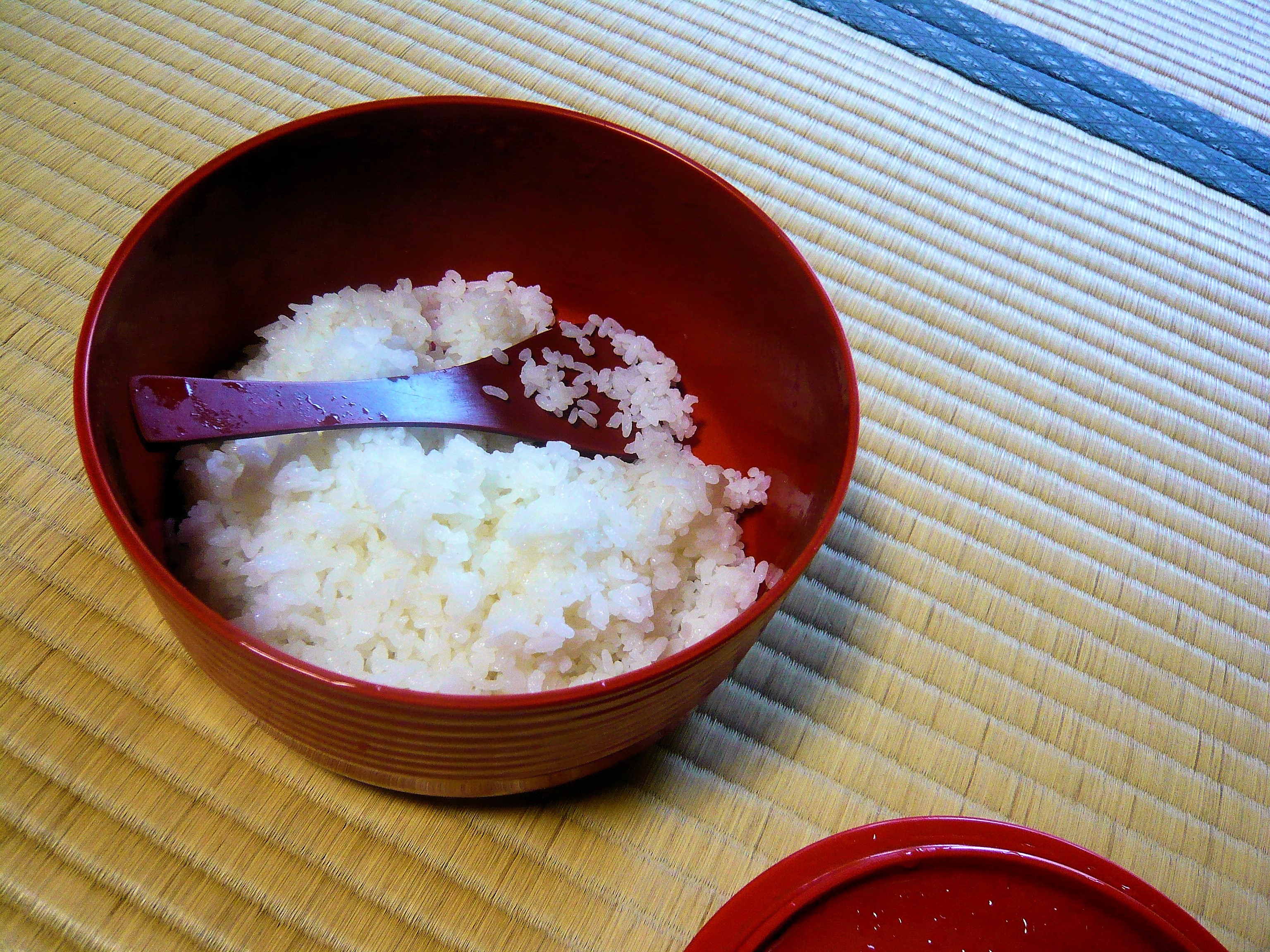
Reisschale mit gekochtem Reis

Japanische Reisgerichte (jap. ご飯の食事) gibt es in der japanischen Küche zahlreich, da der Reis (米) einen großen Teil der Nahrung in Japan einnimmt.

## Gerichte

### Bedeckte Reisgerichte

#### Donburi (丼)
Gerichte, bei denen das Verhältnis von Beilage und Reis gleich ist.

#### Reis mit Beilage
Der Hauptbestandteil dieser Speisen ist der Reis, weitere zugefügte Lebensmittel dienen nur als Beilagen.
- O-chazuke
- Tamago kake gohan
- Takikomi gohan
- Onigiri
  - Ten-musu
- Katemeshi: Hierbei kann, je nach Zubereitung, der Reis auch zur Beilage werden.
- Hayashi rice
- Curry rice

### Besondere Verarbeitung des Reises

#### Sushi (寿司)
Der Sushireis ist eine andere Art des japanischen Reis und wird unter anderem mit Reisessig vermengt.

#### Mochi (餅)
Der Mochi-Reis ist eine Form des Klebereises und wird entweder so gegessen oder weiterverarbeitet.
- Mochi
- Kagami-Mochi
- Zundamochi

#### Andere
- Obuku